# Ataque bioterrorista de Rajneeshee de 1984
Ataque bioterrorista de Rajneeshee de 1984 foi um surto de intoxicação alimentar que atingiu mais de 750 pessoas em The Dalles, Estados Unidos, através da contaminação proposital com salmonella de bufês de salada de dez restaurantes locais. Um grupo de seguidores de Rajneesh esperava incapacitar a população votante local para que seus próprios candidatos vencessem a eleição do Condado de Wasco daquele ano. O incidente foi o primeiro e maior ataque bioterrorista ocorrido nos Estados Unidos.

## Atentado
Em 1984 o culto entrou em conflito com os moradores locais ea comissão do condado (Wasco County Court). Ma Anand Sheela, uma das líderes da seita de Osho, tentou influenciar a eleição de novembro e ocupar as duas vagas abertas com seus seguidores através da busca de centenas de moradores de rua de cidades próximas para registrá-los como eleitores do condado. [10] Mais tarde, quando esse esforço fracassou, Sheela conspirou, em 1984, para usar "bactérias e outros métodos para deixar as pessoas doentes" e impedi-las de votar. Como resultado, seguidores da seita infectaram as saladas de dez restaurantes locais com salmonela e cerca de 750 pessoas ficaram doentes.
Em 13 de setembro, 1985, Sheela deixou a comunidade e foi para a Europa. Alguns dias mais tarde, Rajneesh a "acusou de incêndio criminoso, escutas telefônicas, tentativa de homicídio e envenenamento em massa." Ele também afirmou que Sheela tinha escrito o Livro de Rajneeshism e o publicado em seu nome. Posteriormente vestes de Sheela e 5 mil exemplares do livro foram queimados em uma fogueira na comunidade.
Depois que as autoridades norte-americanas encontraram redes de escuta telefônica e um laboratório de bioterrorismo na casa de Sheela no Oregon, ela foi presa na Alemanha Ocidental, em outubro de 1986. Sheela foi extraditada para os Estados Unidos em fevereiro sob a acusação de esquema de fraude de imigração e tentativa de homicídio. Ela foi processada pelo crime de envenenamento, condenada a 20 anos em prisão federal e multada em 470 mil dólares.
Sheela era depois foi enviada para a prisão Pleasanton, na Califórnia, para criminosos de colarinho branco não-violentos. Em dezembro de 1988, ela foi liberada por bom comportamento depois de servir 29 meses de sua sentença de 20 anos e se mudou para a Suíça.